# 唐尚珺
唐尚珺（1989年6月18日—），出生于广西防城港上思县。2009年至今，他已复读高三十余年，参加了16次高考，目标是考上清华大学。但在《高十》纪录片中，他也曾表示梦想的大学是中国科学技术大学。

## 高考经历
在十余年的高考生涯中，他先后被西南政法大学、吉林大学、中国政法大学、厦门大学、广西大学、重庆大学、上海交通大学护理学院录取。
2023年6月30日，他公开自己在2023年高考中获得了594分的成绩，表示自己已经读了17年的高中，这次要去读大学了，“大概率会报师范类的方向”，并希望在填写志愿时得到帮助。
2023年7月19日，他填写的四个高考志愿均未录取，因其选择了不服从调剂故均被退档。7月24日，广西本科第一批第二次征集志愿结束，他因院校和专业选择较少放弃第二次补录机会。8月26日，唐尚珺宣布选择继续复读，将于9月中旬去复读学校报到。
2024年6月，唐尚珺参加了他的第16次高考，取得了601分的成绩。随后在2024年7月，被华南师范大学信息工程专业录取。
| 年份   | 高考成绩 | 录取院校     | 备注               |
| ------ | -------- | ------------ | ------------------ |
| 2009年 | 372分    | 无           | 个人最低分         |
| 2010年 | 405分    | 无           |                    |
| 2011年 | 475分    | 无           |                    |
| 2012年 | 505分    | 无           | 首过广西理科二本线 |
| 2013年 | 530分    | 无           | 首过广西理科一本线 |
| 2014年 | 573分    | 无           |                    |
| 2015年 | 587分    | 西南政法大学 |                    |
| 2016年 | 625分    | 吉林大学     |                    |
| 2017年 | 570分    | 中国政法大学 |                    |
| 2018年 | 619分    | 厦门大学     |                    |
| 2019年 | 645分    | 广西大学     | 个人最高分         |
| 2020年 | 619分    | 重庆大学     |                    |
| 2021年 | 591分    | 无           |                    |
| 2022年 | 597分    | 广西大学     |                    |
| 2023年 | 594分    | 无           |                    |
| 2024年 | 601分    | 华南师范大学 | 入校就读           |

## 早年经历
1989年6月18日，唐尚珺出生在广西防城港上思县的一个小山村，他有三个姐姐、一个哥哥。
2002年小学毕业后，唐尚珺考上了上思县最好的中学“上思县第二中学”，但由于贪玩，初二时成绩开始走下坡路。2005年，他因身体原因没能参加中考，之后复读了一年初三。2006年，他参加了中考并考上了钦州市第二中学。